# José Cafranga Costilla
José Cafranga Costella (Salamanca, 15 d'agost de 1780-Madrid, 31 de maig de 1854) va ser un jurista i polític espanyol, ministre de justícia al final del regnat de Ferran VII d'Espanya.

## Biografia
Llicenciat en lleis per la Universitat de Salamanca, es casà el 1804 amb Francisca de Pando i va ser nomenat el 1807, després d'una etapa docent, per a la Secretaria del Despatx de Gracia i Justícia. La seva postura antifrancesa fa que, després de la invasió napoleònica, hagi de exiliar-se a Portugal. A la tornada de Ferran VII acompanya al marquès de Cerralbo en diverses missions diplomàtiques.
En el Trienni liberal és nomenat Superintendent del Montepío de Jutges Lletrats de Primera Instància, i després Secretari del Consell d'Ordes Militars. Després de la restauració fernandina, és designat primer Secretari de cambra de Gracia i Justícia i Reial Patronat d'Aragó durant 6 anys i, l'1 d'octubre de 1832,  secretari de Despatx de Gracia i Justícia en substitució de Francisco Tadeo Calomarde, càrrec que ocuparia fins al 14 de desembre. En aquest càrrec recolza decididament les tesis de la Reina Maria Cristina de Borbó-Dues Sicílies i la seva filla, la princesa Isabel, enfront de les dels partidaris de Carles Maria Isidre de Borbó.
Va ser després Governador del Consell d'Índies, Pròcer del Regne a les Corts i Senador en dues legislatures, la de 1837 i la de 1845.